# Березовий гай (лісовий заказник, Волинська область)
Березовий гай — лісовий заказник місцевого значення. Об'єкт розташований на території Маневицького району Волинської області, ДП «Городоцьке ЛГ», Городоцьке лісництво, квартал 53, виділ 2.
Площа — 10,5 га, статус отриманий у 1991 році.
Охороняється лісонасіннєва ділянка – рідкісне в області насадження берези пухнастої (Betula pubescens) віком до 80 років.